# Pointe de Chavanette
Pointe de Chavanette – szczyt w Préalpes de Savoie, części Alp Zachodnich. Leży na granicy między Francją (region Owernia-Rodan-Alpy a Szwajcarią (kanton Valais). Należy do Massif du Chablais.